# Wetherill Mesa Road
Pour les articles homonymes, voir Wetherill.
La Wetherill Mesa Road est une route du comté de Montezuma, au Colorado, dans le centre des États-Unis. Protégée au sein du parc national de Mesa Verde, cette route de montagne est longue d'environ 19,3 kilomètres.